# Lista chorążych reprezentacji Meksyku na igrzyskach olimpijskich
Lista chorążych reprezentacji Meksyku na igrzyskach olimpijskich – lista zawodników i zawodniczek reprezentacji Meksyku, którzy podczas ceremonii otwarcia nowożytnych igrzysk olimpijskich nieśli flagę Meksyku.

## Chronologiczna lista chorążych
| Lp. | Rok i miejsce        | Chorąży                                | Dyscyplina                        |
| --- | -------------------- | -------------------------------------- | --------------------------------- |
| 1   | 1900, Paryż          | b.d.                                   |                                   |
| 2   | 1924, Paryż          | Alfredo B. Cuellar                     |                                   |
| 3   | 1928, Sankt Moritz   | b.d.                                   |                                   |
| 4   | 1928, Amsterdam      | Jesús Aguirre                          | Lekkoatletyka                     |
| 5   | 1932, Los Angeles    | Eugenia Escudero                       | Szermierka                        |
| 6   | 1936, Berlin         | Teodoro Hernández                      |                                   |
| 7   | 1948, Londyn         | Francisco Bustamente                   | Strzelectwo                       |
| 8   | 1952, Helsinki       | Joaquín Capilla                        | Skoki do wody                     |
| 9   | 1956, Melbourne      | Joaquín Capilla                        | Skoki do wody                     |
| 14  | 1960, Squaw Valley   | María Cristina Schweizer               | Narciarstwo alpejskie             |
| 10  | 1960, Rzym           | Pilar Roldán                           | Szermierka                        |
| 11  | 1964, Tokio          | Fidel Negrete                          | Lekkoatletyka                     |
| 12  | 1968, Meksyk         | David Bárcena                          | Jeździectwo, pięciobój nowoczesny |
| 13  | 1972, Monachium      | Felipe Muñoz                           | pływanie                          |
| 14  | 1976, Montreal       | Teresa Díaz                            | Gimnastyka                        |
| 15  | 1980, Moskwa         | Carlos Girón                           | Skoki do wody                     |
| 16  | 1984, Sarajewo       | b.d.                                   |                                   |
| 17  | 1984, Los Angeles    | Ivar Sisniega                          | Pięciobój nowoczesny              |
| 18  | 1988, Calgary        | Riccardo Olavarrieta                   | Łyżwiarstwo figurowe              |
| 19  | 1988, Seul           | Ernesto Canto                          | Lekkoatletyka                     |
| 20  | 1992, Albertville    | Roberto Alvárez                        | Biegi narciarskie                 |
| 21  | 1992, Barcelona      | Jesús Mena                             | Skoki do wody                     |
| 22  | 1994, Lillehammer    | Hubertus von Fürstenberg-von Hohenlohe | Narciarstwo alpejskie             |
| 23  | 1996, Atlanta        | Nancy Contreras                        | Kolarstwo                         |
| 24  | 2000, Sydney         | Fernando Platas                        | Skoki do wody                     |
| 25  | 2002, Salt Lake City | Roberto Tamés                          | Bobsleje                          |
| 26  | 2004, Ateny          | Fernando Platas                        | Skoki do wody                     |
| 27  | 2008, Pekin          | Paola Espinosa                         | Skoki do wody                     |
| 28  | 2010, Vancouver      | Hubertus von Fürstenberg-von Hohenlohe | Narciarstwo alpejskie             |
| 29  | 2012, Londyn         | María Espinoza                         | Taekwondo                         |
| 30  | 2014, Soczi          | Hubertus von Fürstenberg-von Hohenlohe | Narciarstwo alpejskie             |
| 31  | 2016, Rio de Janeiro | Daniela Campuzano                      | Kolarstwo                         |
| 32  | 2018, Pjongczang     | Sarah Schleper                         | Narciarstwo alpejskie             |